# Longchen Nyingthik

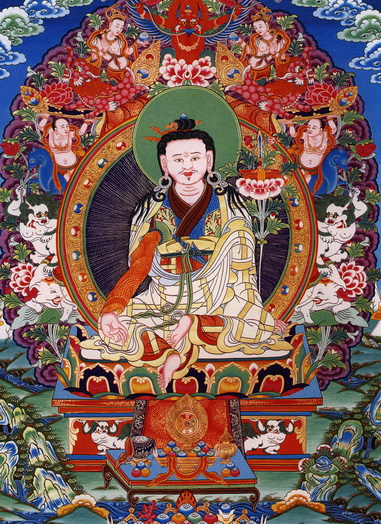
Jigmé Lingpa, découvreur du Longchen Nyingthik.

Longchen Nyingthig (« La Sphère du cœur du vaste espace ») est un très volumineux terma découvert par le tertön Jigmé Lingpa (1730–1798). Il prolonge le Nhyingthik Yabshyi où le maitre bouddhiste nyingma Longchenpa (1308–1364) avait rassemblé et commenté tous les  Nyngthik anciens, c'est-à-dire les textes de pratique les plus élevés du Dzogchen. 
Le Longchen Nyingthig comprend en plus de nombreuses pratiques purement tantriques. Il est souvent désigné comme le Nyngthik nouveau pour le différencier des Nyngthik anciens rassemblés par Longchenpa au XIVe siècle. Il s’agit d’un terma de l’esprit, que Jigmé Lingpa reçut directement de Longchenpa en vision en 1757,.
Cette tradition est tenue par différentes lignées, dont celle de Patrül Rinpoché et celle des Khyentsé.